# La Brea (Perú)
La Brea es una localidad peruana ubicada en el distrito homónimo, perteneciente a la provincia de Talara del departamento de Piura, al norte del Perú. En el 2017 tenía una población de 36 habitantes.